# Галтье, Фабьен
Фабьен Галтье (фр. Fabien Galthié, род. 20 марта 1969 года) — французский регбист и регбийный тренер, ныне работающий со сборной Франции. Будучи игроком, выступал на позиции скрам-хава (полузащитника схватки). Большую часть игровой карьеры провёл во французской команде «Коломье». Гальте представлял сборную Франции в 64 международных встречах. Четырежды спортсмен играл на чемпионатах мира, а на кубке мира 2003 года был капитаном национальной команды. Бывший главный тренер сборной Бернар Лапорт охарактеризовал Галтье как лучшего скрам-хава в истории Франции.
В 2002 году спортсмен был признан лучшим игроком года по версии IRB.

## Карьера

### Игровая
Галтье родился в Каоре, детство провёл в Монжести (фр.). Играть в регби начал в спортивной школе при клубе «Турнефей» (фр.). Впоследствии спортсмен перебрался в «Коломье». Международный дебют игрока состоялся летом 1991 года в игре со сборной Румынии. В том же году Галтье попал в заявку сборной на чемпионат мира, заменив травмированного Пьера Бербизье. Спустя четыре года спортсмен также представлял страну на мировом первенстве. Французы дошли до полуфинала, где уступили будущим чемпионам — «Спрингбокс».
В 1999 году регбист отправился на чемпионат мира в третий раз. Французская команда выиграла серебряные медали, уступив в финале австралийцам. Тем не менее, победный матч 1/2 финала против Новой Зеландии, прошедший на лондонском «Туикенеме», стал одним из ярчайших событий турнира. В 2000 году команда Галтье вышла в финал чемпионата Франции, однако сам игрок решающий матч пропустил. «Коломье» проиграло соперникам из «Стад Франсе» (23:28), и в следующем сезоне Галтье пополнил состав чемпионов. В 2001 году игрок был назначен капитаном национальной сборной. Через год сборная успешно выступила на Кубке шести наций, завоевав Большой шлем за победу над всеми оппонентами. Тогда же регбист стал лауреатом премии «Игрок года» по версии ведущей регбийной организации. Наставник французов Бернар Лапорт был признан лучшим тренером года.
Галтье играл на кубке мира—2003 уже в качестве капитана. В третьей игре турнира против шотландцев сборная завоевала бонусное очко благодаря четвёртой занесённой попытке, автором которой стал лидер команды. Последнюю игру группового этапа против США Галтье пропустил. Во встрече 1/4 финала против Ирландии команда убедительно выиграла, однако в полуфинале уступила англичанам (7:24), которые впоследствии взяли кубок. По завершении турнира игрок заявил о завершении карьеры в сборной.
Свой единственный трофей на клубном уровне регбист завоевал в заключительном матче карьеры. 7 июня 2003 года команда Галтье «Стад Франсе» стала чемпионом страны, обыграв в финале первенства «Тулузу» (32:18).

### Тренерская
После того, как тренер «Стад Франсе» Ник Маллетт покинул свой пост, его преемником стал Галтье. В сезоне 2004/05 парижане вышли в финал чемпионата и кубка Хейнекен, уступив, впрочем, оба титула («Биаррицу» и «Тулузе» соответственно). Через год клуб играл в полуфинале внутреннего чемпионате, где оказался слабее «Тулузы». На европейской арене коллектив также остался без призов, проиграв английским «Лестер Тайгерс». В 2008 году Галтье покинул пост тренера и стал экспертом на национальном телеканале France 2 и частной радиостанции Europe 1. В ноябре-декабре 2008 года специалист сотрудничал с тренерским штабом сборной Аргентины. В 2010 году Галтье подписал трёхлетний контракт с клубом «Монпелье». В первый же год работы с командой Галтье вывел подопечных в финал чемпионата.